# Manuel Ferreira Ribeiro
Manuel Ferreira Ribeiro nasceu a 25 de Janeiro de 1839  de  em Rebordãos, Águas Santas, e faleceu a 16 de Novembro 1917  em Lisboa. Era formado em Teologia Dogmática e Medicina, esta última tirada na Escola Médico-Cirúrgica do Porto. Foi professor de Higiene Colonial em duas escolas e instalou e dirigiu o gabinete de antropometria no Ateneu Comercial de Lisboa. Lançou as bases da higiene colonial, da medicina preventiva e da profilaxia tropical. 
A Câmara Municipal da Maia no seu sítio dedicado aos Ilustres Maiatos refere-se a Manuel Ferreira Ribeiro como tendo vivido quatro vidas: médico, investigador, jornalista e escritor. Ao ler a sua biografia completa é clara a motivação da sua insistência para a criação de Arquivos médico-coloniais  (1889-1890).